# Cabinet Engholm I
Land de Schleswig-Holstein
Schwarz Engholm II
Le cabinet Engholm I (Kabinett Engholm I, en allemand) est le gouvernement du Land de Schleswig-Holstein entre le 31 mai 1988 et le 5 mai 1992, durant la douzième législature du Landtag.

## Coalition et historique
Dirigé par le nouveau ministre-président social-démocrate Björn Engholm, ancien ministre fédéral de l'Éducation, il était soutenu par le seul Parti social-démocrate d'Allemagne (SPD), qui dispose de 46 députés sur 74 au Landtag, soit 62,1 % des sièges.
Il a été formé à la suite des élections législatives régionales anticipées du 8 mai 1988 et succède au cabinet intérimaire d'Henning Schwarz, constitué uniquement de l'Union chrétienne-démocrate d'Allemagne (CDU), nommé après les élections de 1987 en vue d'organiser un nouveau scrutin, le Parlement étant partagé à stricte égalité entre le centre gauche et le centre droit. À la suite des élections législatives régionales du 5 avril 1992, le SPD a conservé de justesse sa majorité absolue et Engholm a pu former son second cabinet.

## Composition

### Initiale
| Fonction                                                                | Nom | Nom               | Parti |
| ----------------------------------------------------------------------- | --- | ----------------- | ----- |
| Ministre-président                                                      |     | Björn Engholm     | SPD   |
| Vice-ministre-présidente Ministre des Affaires fédérales                |     | Marianne Tidick   | SPD   |
| Ministre de l'Intérieur                                                 |     | Hans Peter Bull   | SPD   |
| Ministre de la Justice                                                  |     | Klaus Klingner    | SPD   |
| Ministre des Finances                                                   |     | Heide Simonis     | SPD   |
| Ministre de l'Économie, de la Technologie et des Transports             |     | Franz Froschmaier | SPD   |
| Ministre des Affaires sociales, de la Santé et de l'Énergie             |     | Günther Jansen    | SPD   |
| Ministre de la Nature, de l'Environnement et du Développement régional  |     | Berndt Heydemann  | Sans  |
| Ministre de l'Alimentation, de l'Agriculture, des Forêts et de la Pêche |     | Hans Wiesen       | SPD   |
| Ministre de l'Éducation, de la Science, de la Jeunesse et de la Culture |     | Eva Rühmkorf      | SPD   |
| Ministre des Femmes                                                     |     | Gisela Böhrk      | SPD   |

### Remaniement du 31 mai 1990
- Les nouveaux ministres sont indiqués en gras, ceux ayant changé d'attributions en italique.

| Fonction                                                                | Nom | Nom               | Parti |
| ----------------------------------------------------------------------- | --- | ----------------- | ----- |
| Ministre-président                                                      |     | Björn Engholm     | SPD   |
| Vice-ministre-présidente Ministre des Affaires fédérales                |     | Eva Rühmkorf      | SPD   |
| Ministre de l'Intérieur                                                 |     | Hans Peter Bull   | SPD   |
| Ministre de la Justice                                                  |     | Klaus Klingner    | SPD   |
| Ministre des Finances                                                   |     | Heide Simonis     | SPD   |
| Ministre de l'Économie, de la Technologie et des Transports             |     | Franz Froschmaier | SPD   |
| Ministre des Affaires sociales, de la Santé et de l'Énergie             |     | Günther Jansen    | SPD   |
| Ministre de la Nature, de l'Environnement et du Développement régional  |     | Berndt Heydemann  | Sans  |
| Ministre de l'Alimentation, de l'Agriculture, des Forêts et de la Pêche |     | Hans Wiesen       | SPD   |
| Ministre de l'Éducation, de la Science, de la Jeunesse et de la Culture |     | Marianne Tidick   | SPD   |
| Ministre des Femmes                                                     |     | Gisela Böhrk      | SPD   |